# Novice
Un novice este o persoană care este lipsită de experiență în practicarea unei arte, unei activități, în exercițiul unei profesii. În sensul său original, termenul „novice” desemnează o persoană care, primind de curând haina călugărească, trece printr-o perioadă de probă, de reflecție asupra vocației sale (chemarea lui Dumnezeu), cu formarea inițială în spiritul și stilul vieții instituției religioase.

## Etimologie
În limba română termenul „novice” are etimologie multiplă: lat. novicius, „nou venit”, și fr. novice.
Din cuvântul latin novicius, cuvântul francez (adjectiv sau substantiv comun) novice a fost atestat din 1175 sau 1176.